# Waterville (Kansas)
Pour les articles homonymes, voir Waterville.
Waterville est une municipalité américaine située dans le comté de Marshall au Kansas.
Lors du recensement de 2010, sa population est de 680 habitants. La municipalité s'étend alors sur une superficie de 0,5 mille carré (1,29 km2), dont 0,01 mille carré (0,03 km2) d'étendues d'eau.
Waterville est fondée en 1868 sur le tracé du Central Branch Railroad, à proximité de la Little Blue River. Elle devient une municipalité deux ans plus tard,. Son nom fait référence à Waterville (Maine) d'où était originaire un dirigeant du chemin de fer ou à Waterville (New York).
L'opéra de Waterville, construit en 1903 par l'architecte A. W. Snodgrass, est inscrit au Registre national des lieux historiques depuis 2008. Le bâtiment sert également d'hôtel de ville,.